# Stearsby
Stearsby – przysiółek w Anglii, w North Yorkshire. Leży 17,7 km od centrum miasta Malton, 19,7 km od miasta York i 299,2 km od Londynu. Stearsby jest wspomniana w Domesday Book (1086) jako Estiresbi/Stirsbi.